# Лапош (Бакау)
Лапош (рум. Lăpoș) насеље је у Румунији у округу Бакау у општини Дарманешти. Oпштина се налази на надморској висини од 443 m.

## Становништво
Према подацима из 2002. године у насељу је живело 1051 становника, од којих су сви румунске националности.